# Heterosis
Heterosis, heterose of hybride groeikracht is het effect dat de nakomeling het gemiddelde van een of meer eigenschappen van de beide ouders overtreft.  Het effect kan zowel bij planten als dieren voorkomen. 
Planten die ontstaan uit een kruising van twee verschillende inteeltlijnen ontwikkelen zich fors en geven een hogere opbrengst. Ook kan dit optreden bij onder andere de hoeveelheid inhoudsstoffen van een plant. In het algemeen geldt dat hoe minder de kruisingsouders aan elkaar verwant zijn des te grotere heterosis is te verwachten. Dit verschijnsel wordt gebruikt bij de ontwikkeling van nieuwe hybride rassen van  bijvoorbeeld maïs, ui, vleesvarkens en vleeskuikens.
Het heterosiseffect is al in 1766 door Josef Kölreuter waargenomen. In 1865 nam Carl von Nägeli een grote groeikracht in de F1-hybride waar. Ook Beal omstreeks 1880 en George H. Shull en Edward M. East  beschreven omstreeks 1909 de groeikracht van hybriden. Shull en East kruisten een 'dent' en een 'flint'-type die weinig verwant zijn met elkaar. Donald F. Jones van het Connecticut Agricultural Experiment Station te New Haven ontwikkelde tussen 1914 en 1917 een commerciële methode voor het maken van maïshybriden.
Er zijn verschillende theorieën om heterosis te verklaren:
- de heterozygotie-theorie of bastaardgroeikracht van Shull en East
- de overdominantie-theorie
- de factoren- of dominantie-theorie van Jones
- de plasmatische-theorie

## Heterozygotie-theorie
De heterozygotie-theorie werd door Shull in 1914 gepubliceerd en is de meest geaccepteerde.
De planten van zelfbevruchtende gewassen of inteeltlijnen van kruisbevruchtende gewassen zijn voor een groot gedeelte homozygoot. Van een gen komt of het AA- of het aa-allel voor. Voor een volgend gen BB of bb enz.  In een plant zal gewoonlijk niet AABBCCDD enz. of aabbccdd enz. voorkomen, maar zal dit van gen tot gen verschillen in een grote of een kleine letter. Door kruising ontstaan planten die van veel genen de beide verschillende allelen bezitten. AaBbCcDd enz. heeft zo de beste groeikracht. Niet alle inteeltlijnen zijn even geschikt voor het maken van een hybride. Daarom moet via proefkruisingen gezocht worden naar inteeltlijnen die een goede combinatie geschiktheid hebben.

## Overdominantie-theorie
Bij de overdominantie-theorie wordt ervan uitgegaan dat zowel AA als aa een lagere groeikracht heeft dan Aa. Als zowel het eiwit dat door het allel A als het eiwit dat door het allel a gecodeerd wordt nodig is, zal een plant met Aa beter zijn dan die met AA of aa.

## Factoren- of dominantie-theorie
De factoren- of dominantie-theorie theorie gaat ervan uit dat in een hybride de recessieve, ongewenste allelen van de ene ouder gecompenseerd worden door dominante allelen van de andere ouder. Essentieel hierbij is dat de dominante allelen van diverse loci 'bij elkaar komen' in de superieure hybride, bijvoorbeeld aaBB x AAbb levert hybride AaBb. Een andere voorwaarde is dat de dominantie 'unidirectioneel' is, dat wil zeggen dat op alle betrokken loci de gewenste allelen dominant of partieel dominant zijn over de niet-gewenste. 
Een groot aanhanger van deze theorie was Donald F. Jones van het Connecticut Agricultural Experiment Station te New Haven. In de periode 1945-1946 bewees Hull echter dat in bepaalde gevallen Aa beter was dan AA of aa (overdominantie).

## Plasmatische theorie
Bij de plasmatische theorie wordt ervan uitgegaan dat de kern van de mannelijke cel afkomstig van het stuifmeel of sperma in het cytoplasma van de moeder komt. Met de vader gaat geen cytoplasma over, waardoor dit alleen vererft via de moeder. Voor de mannelijke kern is dit vreemd plasma waardoor wederzijdse stimulering zou optreden.